# Herghelia Rădăuți

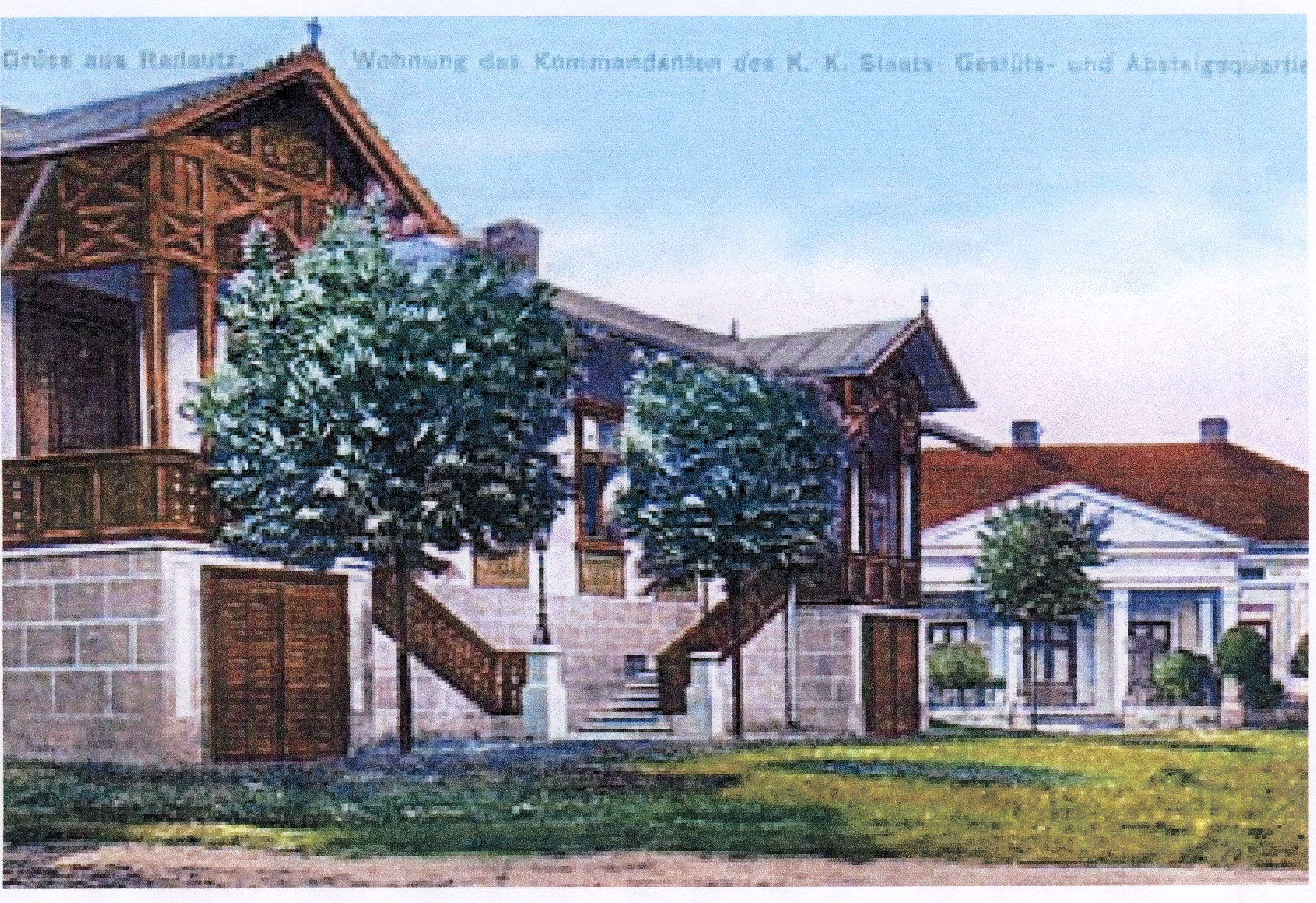
Casa comandantului Hergheliei Rădăuți, circa 1885

Herghelia Rădăuți este una din cele două herghelii din județul Suceava unde sunt crescuți cai de rasă, cealaltă fiind Herghelia Lucina.

## Istoric
În anul 1789, în primii ani de după ocuparea Bucovinei de către Imperiul Habsburgic, a fost înființată o herghelie de cai de rasă în satul Vășcăuți, cu scopul asigurării armatei cu un număr mai mare de cai de o calitate mai bună. Herghelia a fost mutată la 1 mai 1792 în orașul Rădăuți, fiind amplasată lângă Mănăstirea Bogdana. Armata Austriacă a arendat în zona Rădăuților 9.810 hectare de teren cu 12.257 florini și 21 de coroane de la Fondul Religionar al Bucovinei. 
Până în anul 1818 caii erau crescuți în semisălbăticie pentru a reduce costurile. Din acel an s-a trecut la aplicarea principiilor zootehnice în organizarea activității hergheliei. Herghelia avea în acele vremuri 16 secții, iar primii armăsari care au pus bazele actualei herghelii au fost doi armăsari arabi, doi turcești, unul transilvănean și unul Barbarino.
De-a lungul timpului numărul speciilor de cai de rasă găzduite aici s-a mărit. Astfel, în anul 1826 au fost aduși primii armăsari din rasele Gidran Arab și Siglavy. În 1856 numărul cailor care erau crescuți aici era de 1.132. În cadrul hergheliei se aflau 1.400 de cai de proveniență moldovenească, rusă, poloneză, turcească etc. Din 1882 până în 1892 comandantul hergheliei a fost Vladimir Logothetti, cu merite în ameliorarea rasei huțule.
După începerea primului război mondial herghelia a fost evacuată, caii fiind duși în Austria. Odată cu Unirea Bucovinei cu România din 1918, statul român a reînființat Herghelia din Rădăuți, pe care a împroprietărit-o cu 3.253 ha, din care 721 ha teren arabil, 529 ha fânețe, 1.249 ha pășune, 464 ha de pădure și 221 ha cu clădiri. 
În anul 1922 a fost adusă Herghelia de cai din rasa Gidran Arab de la Sâmbăta de Jos (din județul Făgăraș), iar caii erau trecuți la școala de dresaj de la Rădăuți la vârsta de 3-3,5 ani.
În perioada 1964-1965 herghelia a fost mutată la marginea orașului Rădăuți, unde au fost construite un pavilion administrativ, grajdurile și sala mare, iar terenul hipodromului a fost imprejmuit.

## Prezent
În prezent Herghelia de la Rădăuți se întinde pe o suprafață de 610 ha și dispune de 294 de cai, dintre care: 9 armăsari pepinieri, 56 de armăsari de montă, 45 de iepe-mamă și 128 de alte categorii (tineret, sport, agrement). Caii de la Herghelia Rădăuți aparțin rasei Shagya Arab, cu cele opt linii din cadrul rasei: Dahoman, El-Sbaa, Gazel, Hadban, Koheilan, Mersuch, Shagya, Siglavy-Bogdady. 
Herghelia de la Rădăuți este împărțită în trei secții:
- secția din Rădăuți - cu 43 de cai, aici realizându-se dresajul tineretului cabalin în vârstă de 3 ani. Secția dispune de hipodrom și manej acoperit pentru antrenamentul cailor.
- secția din Mitoc, comuna Frătăuți - cu 236 de cai (armăsari pepinieri, iepe-mamă, armăsari de montă publică și diverse categorii de tineret)
- secția din Brodina pentru tineretul mascul

Herghelia organizează cursuri de călărie pentru începători și avansați, plimbări cu sania și docarul, iar o dată pe an organizează un concurs hipic care cuprinde probe de galop, obstacole, tracțiune și frumusețe.